# Wolfram Schneider

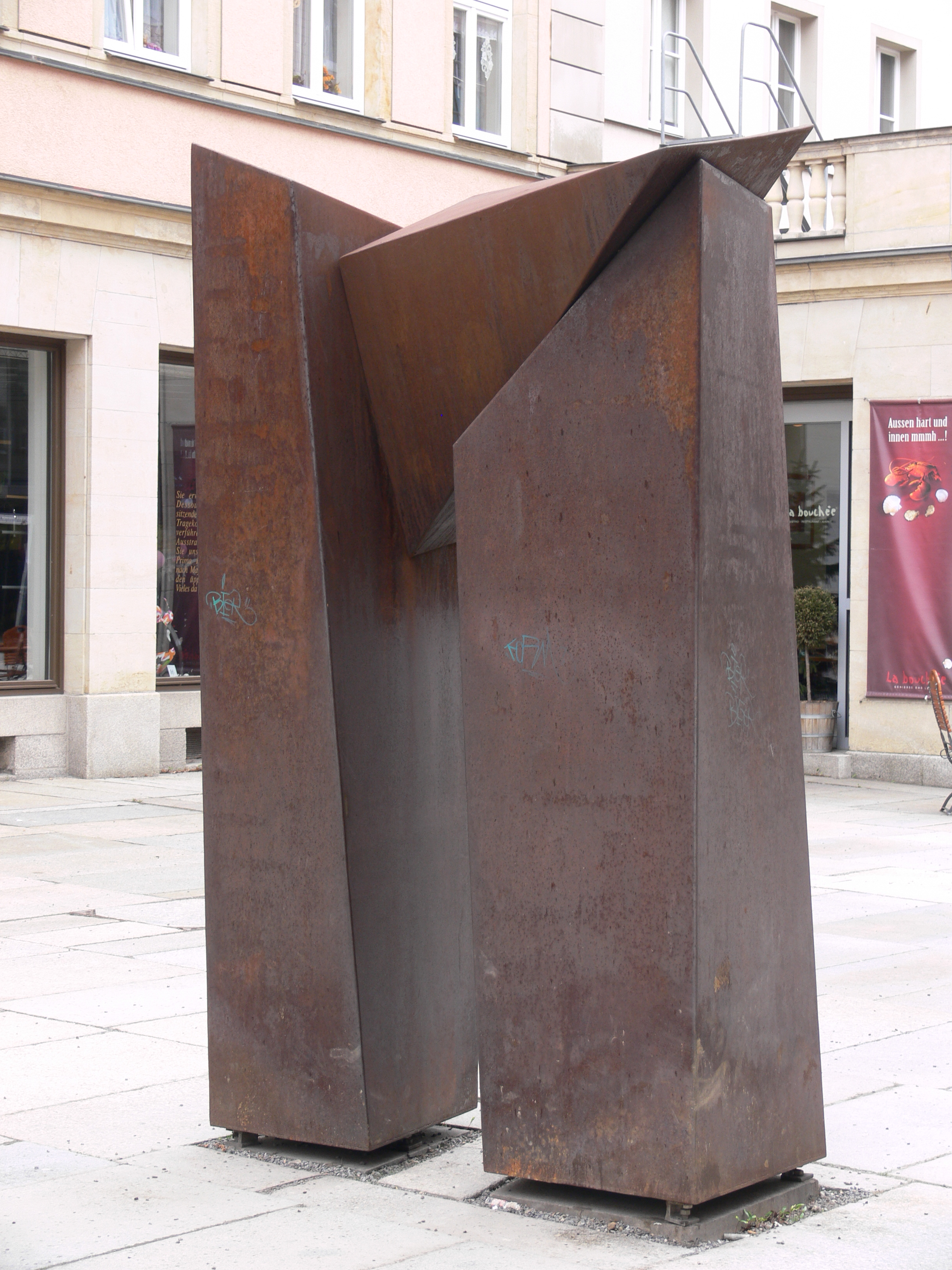
Sicile Tor (1999)

Wolfram Schneider (Meerane, 3 november 1942 – 21 februari 2022) was een Duitse beeldhouwer en graficus.

## Leven en werk
Schneider volgde van 1959 tot 1962 een opleiding als instrumentmaker en studeerde van 1975 tot 1977 aan de Hochschule für industriëlle Formgestaltung Burg Giebichstein in Halle. Vanaf 1980 is hij werkzaam als staalbeeldhouwer en hij was van 1982 tot 1990 lid van het Verband Bildender Künstler der DDR. In 1990 nam hij met onder anderen Klaus Duschat, David Lee Thompson, Cornelia Weihe en Leonard Wübbena deel aan het 3. Ostfriesisches Bildhauer-Symposion voor staalbeeldhouwers in Wittmund.
De beeldhouwer leefde en werkte in St. Egidien-Kuhschnappel (Saksen). Schneider overleed in februari 2022 op 79-jarige leeftijd.

## Werken in de openbare ruimte (selectie)
- ---- : Windspiel mit statischem Element
- 1989/90 : Turn Pike - Großer Bogen, Sammlung Ludwig in Aken
- 1990 : Mann im Tor, beeldenroute Kunstmeile der Stadt Wittmund in Wittmund
- 1991 : Flexibility, Tyssen Trade Center in Düsseldorf
- 1993 : Doppelbogen variabel, Hartmannstraße in Chemnitz
- 1995 : Spitzform
- 1997 : Tor, Bundesgerichtshof in Leipzig
- 1999 : Avigent
- 1999 : Sicile Tor, Klosterstraße bij de Jacobi-Kirche in Chemnitz
- 2004 : Figur